# Carlotta Zambelli

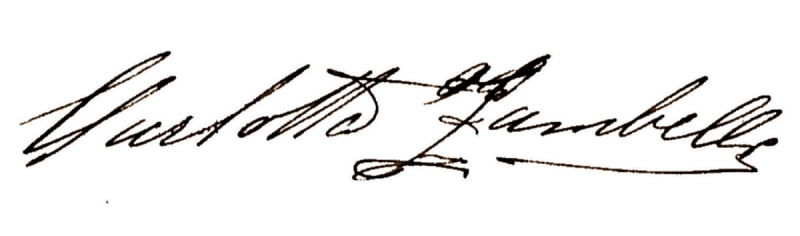
Handtekening Carlotta Zambelli

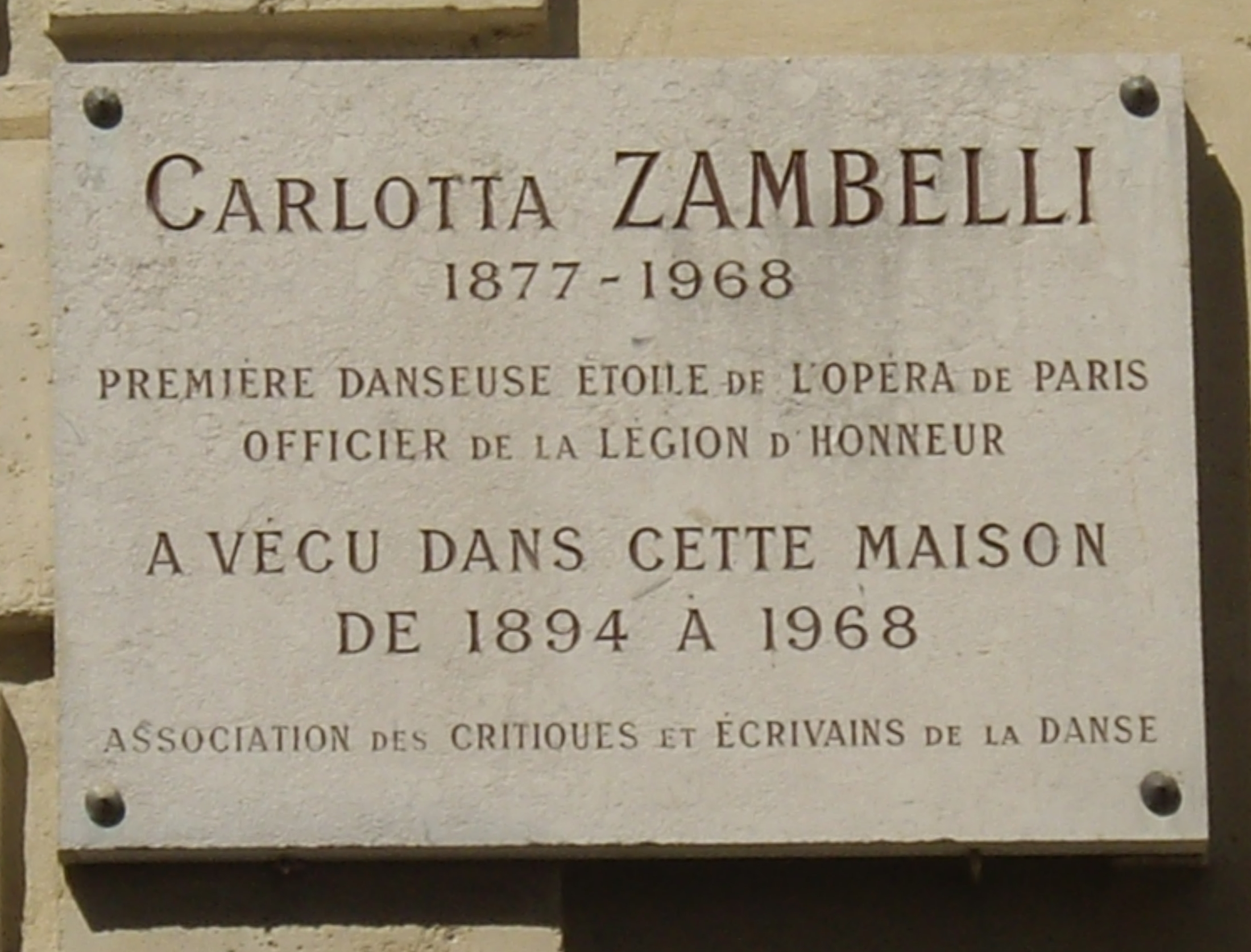
Plaque Carlotta Zambelli, 2 rue Chauveau-Lagarde, Paris 8

Carlotta Zambelli (Milaan, 4 november 1875 – Milaan, 28 januari 1968) was een Italiaanse prima ballerina en docent. Ze werkte haar hele carrière in Parijs, met uitzondering van een jaar in Sint-Petersburg. Voor haar verdiensten ontving ze het Franse Legioen van Eer.

## Levensloop
- 1884-1894: Op zevenjarige leeftijd ging zij naar de Accademia Teatro alla Scala en studeerde bij Adelaide Viganò en Cesare Coppini.
- 1894: Ze werd ontdekt door Pedro Gailhard (de directeur van de Opéra national de Paris), ze kreeg een contract en danste de variation du miroir van Faust (Charles Gounod) zo succesvol dat ze tot sterballerina werd benoemd. Zij kreeg les van Rosita Mauri.
- 1898-1930: Prima ballerina (Eerste Solist) bij de Parijse Opera, ze volgde ze Rosita Mauri als Prima Ballerina op in La Maladetta van Joseph Hansen en in La Korrigane van Louis Mérante.
- 1901: Ze (Карлотта ЗАМБЕ́ЛЛИ, haar Russische naam) danste in het Mariinsky Theater (Kirov Ballet) in Sint-Petersburg als gastballerina o.a. Coppélia, Paquita (Joseph Mazilier) en Giselle.
- 1912: Ze trad op in de Russische Balletgezelschap Ballets Russes van Sergej Diaghilev.
- 1920-1935: Zij vormde samen met Albert Aveline de directie van de Opera.
- 1926: Onderscheiden met Chevalier de la Légion d'honneur.
- 1927: Met het oog op haar toekomst ging ze pedagogiek studeren.
- 1930-1955: Ze was hoofddocent dans bij de Parijse Opera (en in de Académie Chaptal) met als studenten o.a. Yvette Chauviré en Lycette Darsonval.
- 1956: Ze ontving de onderscheiding Officier de la Légion d'honneur.

### Hoogtepunten
Messidor van Alfred Bruneau  (1897), La Favorite (1896) van Gaetano Donizetti, Thaïs (1898), Guillaume Tell (1899) en Hamlet van Ambroise Tomas (1899).
In Le Cid van Jules Massenet met Michel Vasquez (1900). Bacchus, (1902) La Ronde des saisons, (1905) van Joseph Hansen.
In de rol van de Fée des Neiges in La Maladetta (1895) met vijftien fouettés van Paul Vidal.
Ze maakte een geluidsfilm voor de Wereldtentoonstelling van 1900, het paviljoen Phono, Cinema, Theater (nummers: Le Cid, (La Habanera), (Massenet), Sylvia (La Pizzicati), (Delibes)) met partners Sarah Bernhardt, Mounet-Sully, Coquelin Elder, Réjane, Mariette Sully en Jules Moy.
 
Tijdens de Eerste Wereldoorlog trad ze geregeld op voor de troepen.

### Persoonlijk
Ze had twee zussen, Emilia en Angela, die tevens beiden danseres waren. De namen van haar ouders zijn onbekend.
Carlotte ging geregeld, meestal met kerst, pasen en pinkseren voor enkele weken naar Italië om familie te bezoeken, ze verbleef dan bij haar zus en zwager in het plaatsje Longone al Segrino in Brianza.
Haar ouders en zussen bezochten ook regelmatig Parijs om de voorstellingen van Carlotte bij te wonen..
Ze woonde in de rue Chauveau-Lagarde 2, op dit adres is aan de gevel van haar woning een plaquette aangebracht (in 1898 woonde ze tijdelijk in de rue Godot-de-Mauroy 34). Op deze plaquette staat ook duidelijk vermeld 1877 als haar geboortedatum, ze woonde er van 1874 tot haar overlijden in 1968. Omdat zij de trap van haar appartement op de eerste verdieping niet meer kon opklimmen, werd zij door haar familie naar Milaan gehaald. Daar overleed zij op 28 januari 1968 .

## Wetenswaardigheden
- In 1911 kreeg Carlotte voor een optreden 32.000 franc (een kleine 5000 euro, 1 franc was 33 cent).
- Om een spookachtig effect te krijgen werd waarschijnlijk bij variation du miroir gebruik gemaakt van een speciale techniek, Carlotte danste in een ruimte onder het toneel en het beeld werd met spiegels geprojecteerd.
- Voor haar geboortejaar wordt veelal 1875 genoemd, 1877 is uit de officiële bronnen (o.a. Plaquette).]

## Afbeeldingen

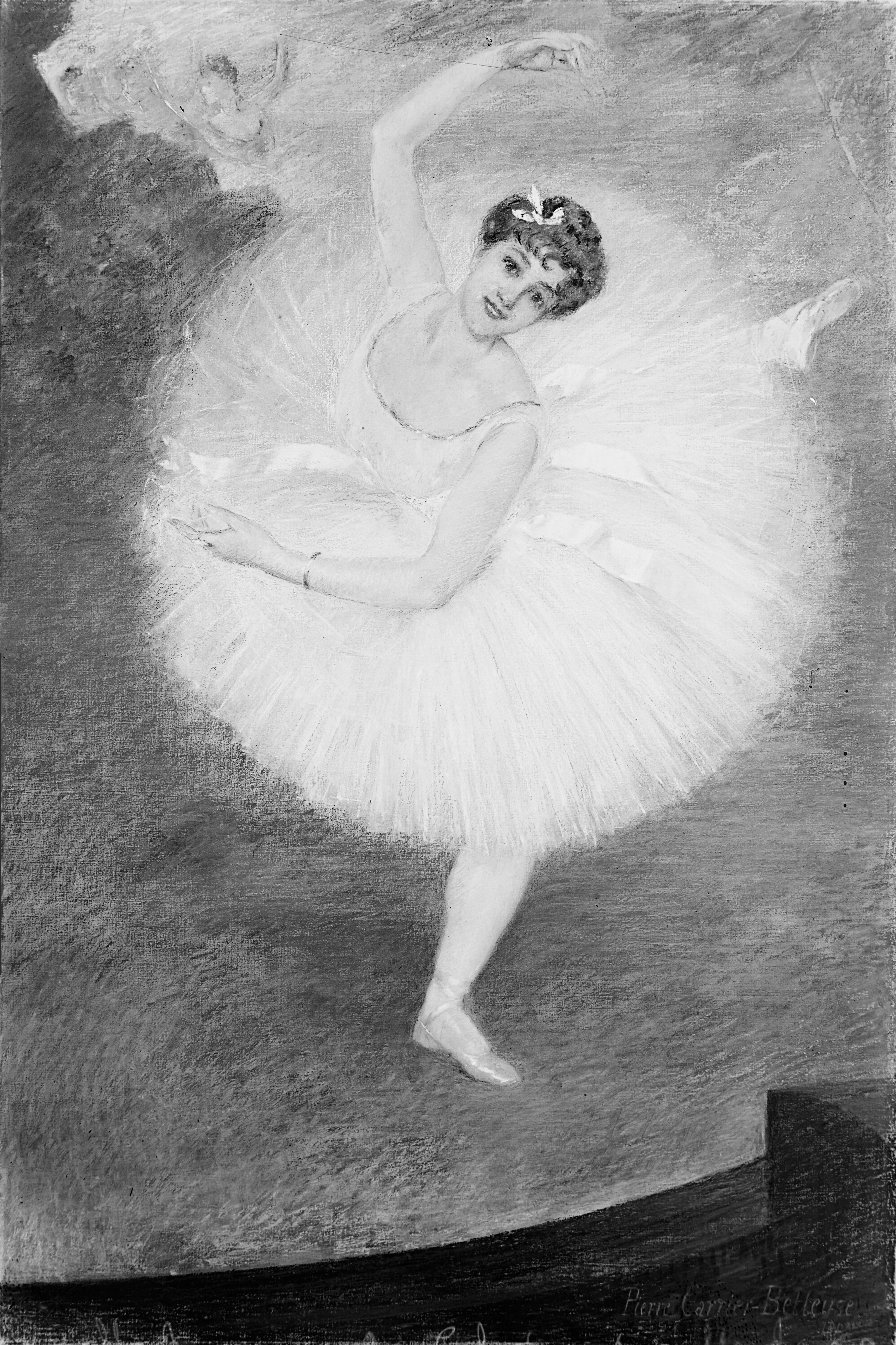
Zambelli, in Faust
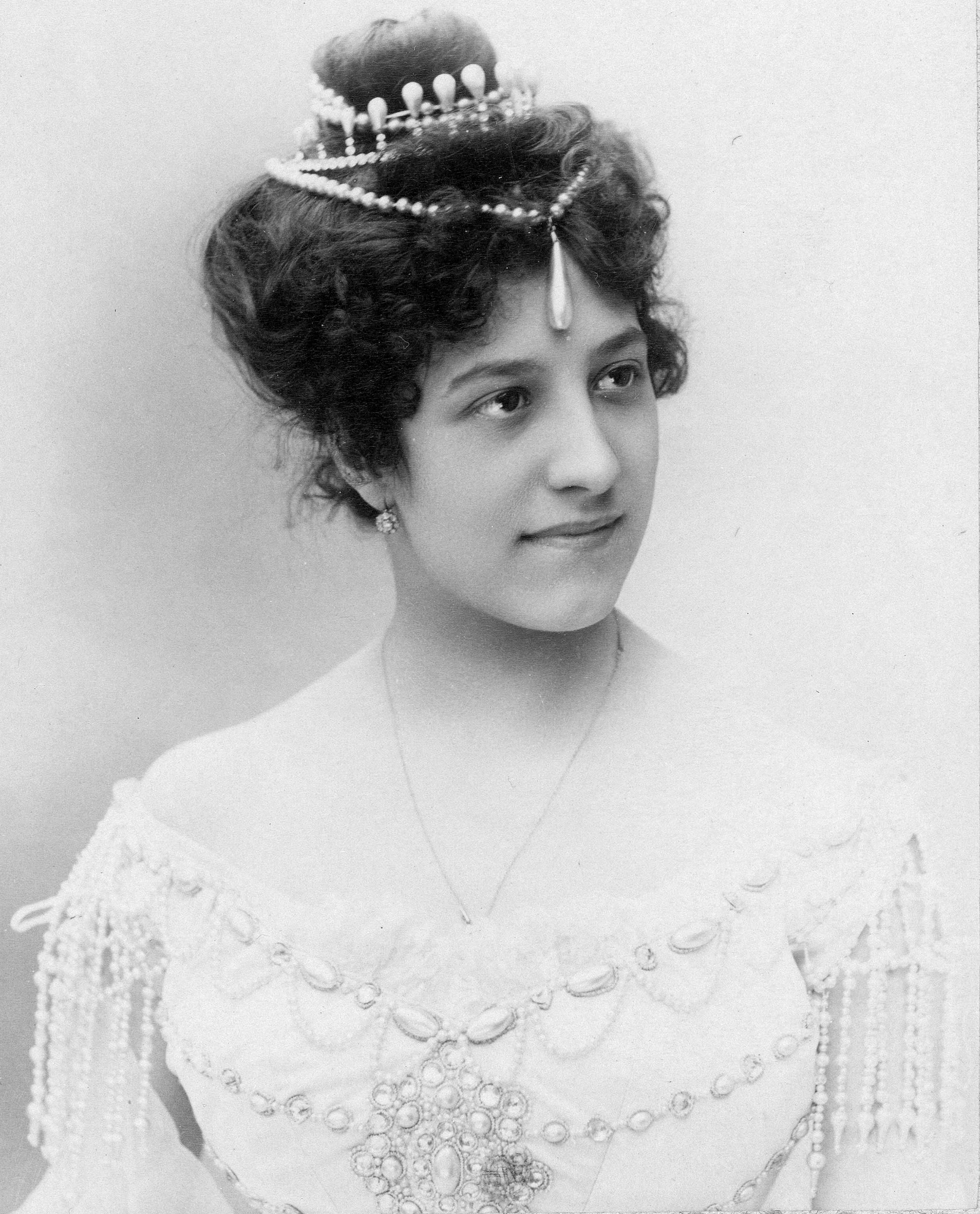
Zambelli Messidor
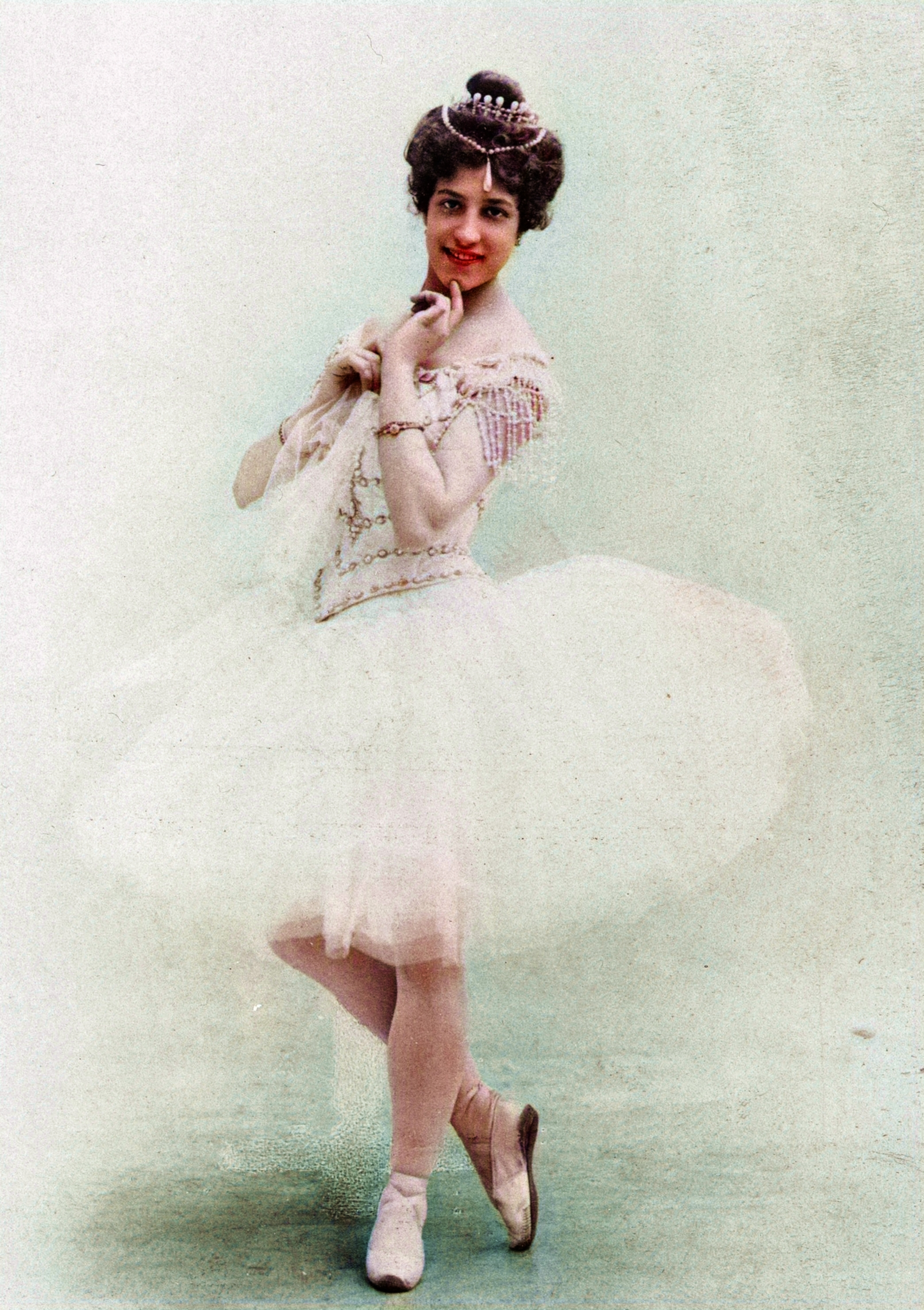
Zambelli messidor
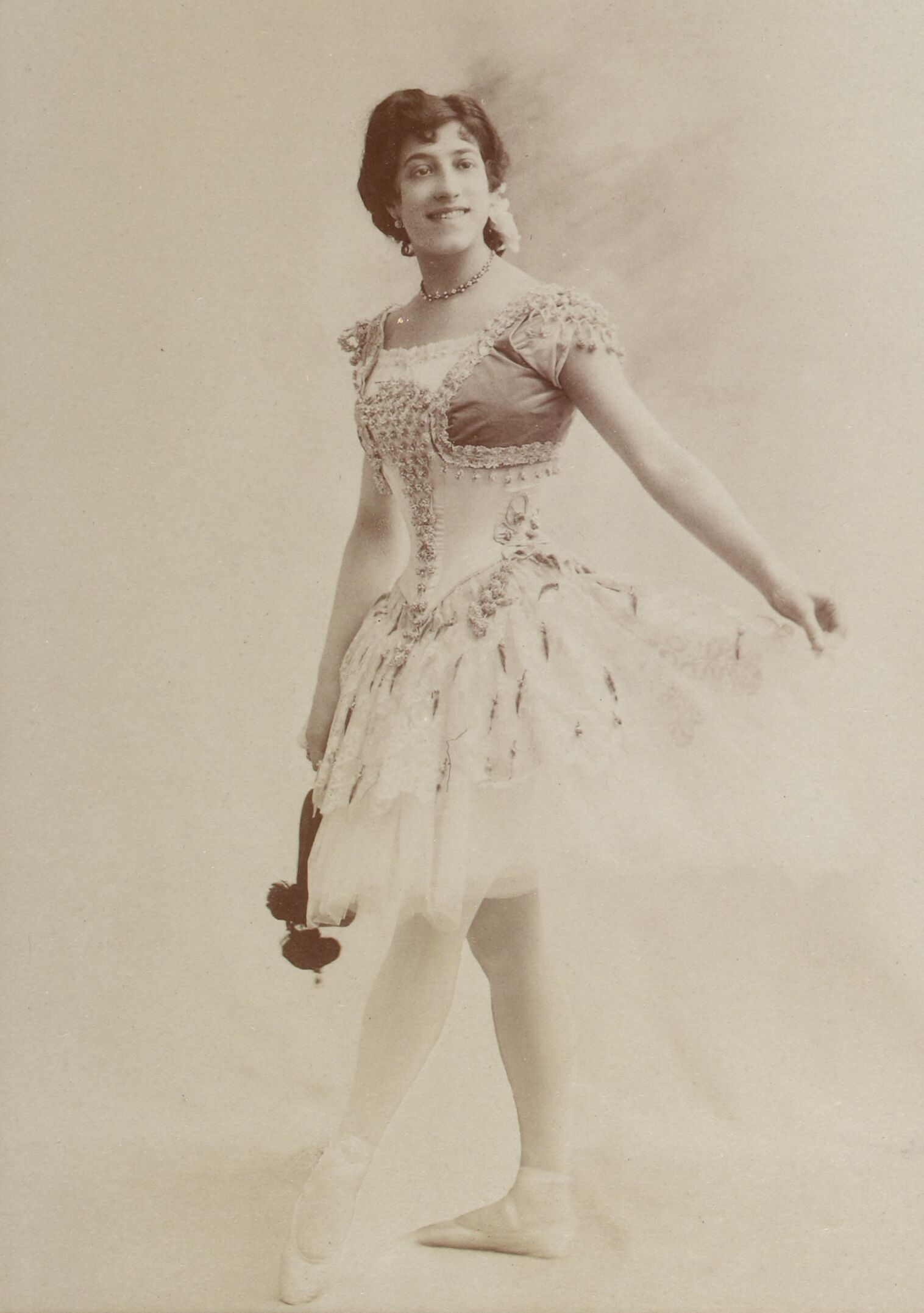
Zambelli. portret door Reutlinger
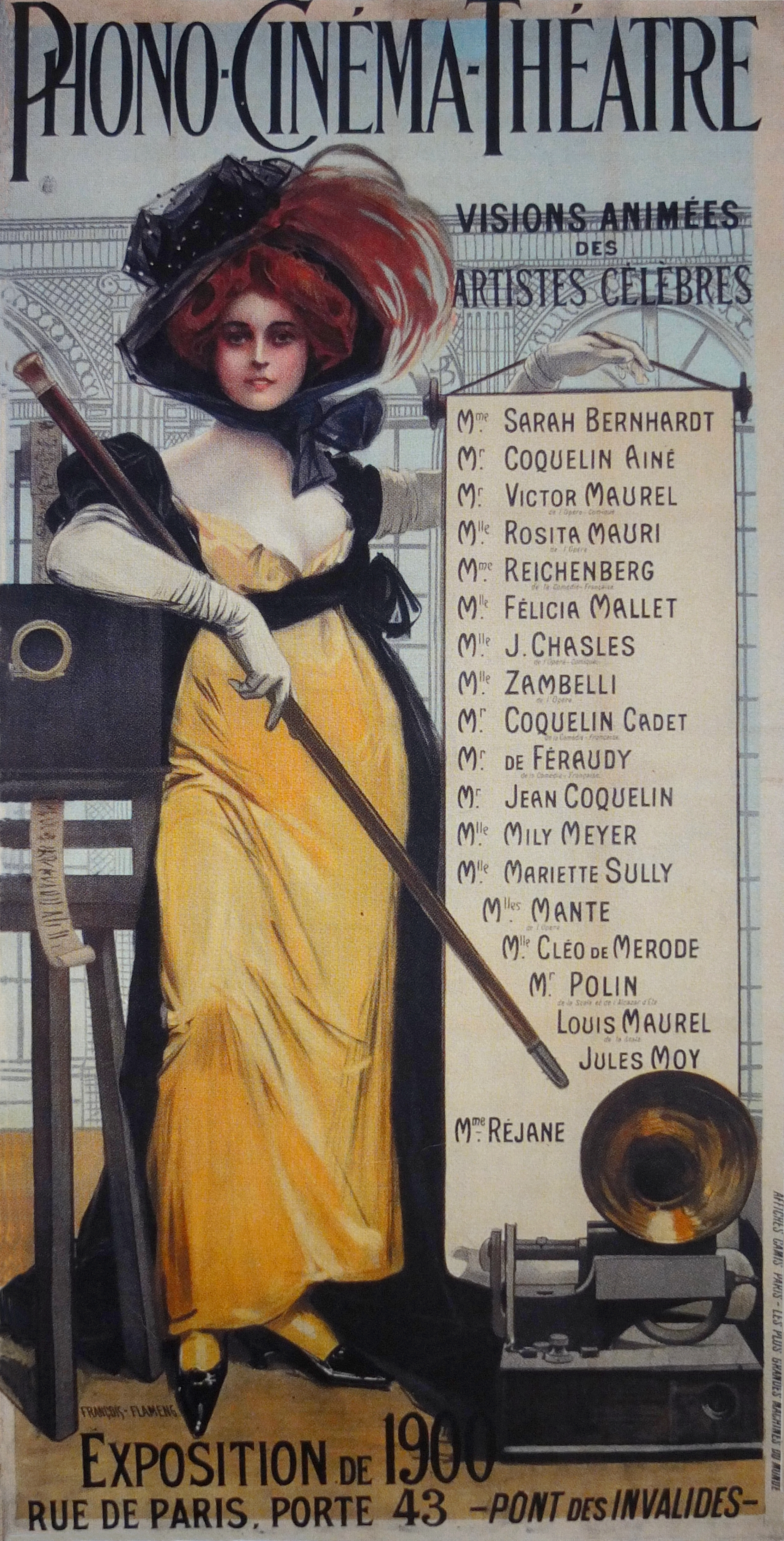
affiche 1900 phono cinéma théatre